# Gymnoclytia occidua
Gymnoclytia occidua är en tvåvingeart som först beskrevs av Walker 1849.  Gymnoclytia occidua ingår i släktet Gymnoclytia och familjen parasitflugor. Inga underarter finns listade i Catalogue of Life.